# Eybens
Eybens – miejscowość i gmina we Francji, w regionie Owernia-Rodan-Alpy, w departamencie Isère.
Według danych na rok 1990, gminę zamieszkiwało 8013 osób, a gęstość zaludnienia wynosiła 1781 osób/km². Wśród 2880 gmin regionu Rodan-Alpy Eybens plasuje się na 92. miejscu pod względem liczby ludności, a pod względem powierzchni na miejscu 1556.